# 환매
환매에는 다음과 같은 두가지 뜻이 존재한다.

## 환매 (還買)
한자 의미 그대로 다시 사는 것이다. 
부연하자면 대한민국 민법에서는 매도인이 매매계약과 동시에 매매목적물을 환매할 권리를 보유하고, 일정기간 내에 그 환매권을 행사하여 매매목적물을 다시 사는 경우를 환매라고 한다.
고객이 수익증권 등을 해지할 때도 환매한다고 하는데 이때는 증권회사 측에서 수익증권을 다시 사 들이고 고객에게 돈을 되돌려준다는 뜻이다.

## 환매 (換買)
한자 의미 그대로 바꾸는 것으로 즉 돈을 주고받지 않고 물건과 물건을 직접 서로 바꾸는 것을 말한다.